# Wakehurst Place

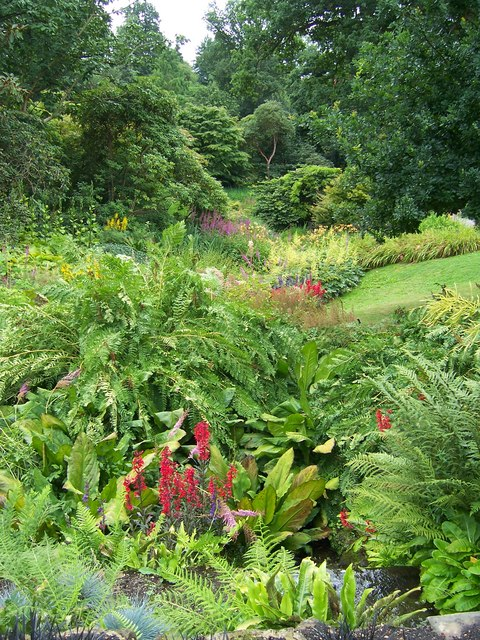
Jardin de tourbière Wakehurst Place.

Wakehurst, anciennement connu sous le nom de Wakehurst Place, est une maison et des jardins botaniques du Sussex de l'Ouest, en Angleterre, appartenant au National Trust mais utilisés et gérés par les Royal Botanic Gardens de Kew. Le domaine se trouve près d'Ardingly, dans le West Sussex, dans le High Weald, et comprend un manoir de la fin du XVIe siècle, un jardin principalement du XXe siècle et, dans un bâtiment moderne, la Millennium Seed Bank de Kew. Les visiteurs peuvent voir les jardins, le manoir et visiter la banque de graines. Le jardin couvre aujourd'hui environ 2 km2 et comprend des jardins clos et aquatiques, des zones de conservation des bois et des zones humides.
Wakehurst est classé Grade I sur la liste du patrimoine national d'Angleterre, et ses jardins sont classés Grade II* sur le registre des parcs et jardins historiques. Les écuries sont classées Grade II * et la loge sud et la passerelle sont classées Grade II.

## Histoire
Le manoir est construit par Sir Edward Culpeper en 1590. Il forme à l'origine une cour complète avant d'être modifié à plusieurs reprises et a actuellement un plan en forme de E. Wakehurst est acheté en 1694 par Dennis Lyddell, contrôleur des comptes du trésorier de la Royal Navy et brièvement député de Harwich. Son fils Richard Liddell, Secrétaire en chef pour l'Irlande et député de Bossiney, est contraint par la pression financière de transmettre le domaine à son jeune frère Charles.
La maison est illustrée dans The Mansions of England in the Olden Time (1839-1849) de Joseph Nash.
Les jardins sont en grande partie créés par Gerald Loder (plus tard Lord Wakehurst) qui achète le domaine en 1903 et passe 33 ans à développer les jardins . Il est remplacé par Sir Henry Price, sous les soins duquel les plantations de Loder ont mûri. Sir Henry laisse Wakehurst à la nation en 1963 et les Jardins botaniques royaux prennent un bail du National Trust en 1965.
En 1887, l'architecte américain Dudley Newton réalise une réplique de Wakehurst à Newport, Rhode Island, pour le sportif et homme politique James J. Van Alen à partir de plans conçus par Charles Eamer Kempe. L'Université Salve Regina achète le manoir à la famille Van Alen en 1972 .

## Collections nationales
Wakehurst abrite les collections nationales de Betula (bouleaux), Hypericum, Nothofagus (hêtres de l'hémisphère sud) et Skimmia. La tempête de 1987 a décimé les plantations de Loder, renversant 20 000 arbres . Depuis lors, Kew a repensé les jardins pour créer une promenade à travers les forêts tempérées du monde.
Le Wellcome Trust Millennium Building, qui abrite une banque de semences internationale connue sous le nom de Millennium Seed Bank (dirigée par Kew, et non par le National Trust), est ouvert en 2000. L'objectif de la Millennium Seed Bank est de collecter des graines de toute la flore indigène du Royaume-Uni et de conserver les graines de 25% de la flore mondiale d'ici 2020, dans l'espoir que cela sauvera les espèces de l'extinction à l'état sauvage .
A proximité, également entretenue par Kew, se trouvent la réserve naturelle de Loder Valley, composée d'habitats boisés, de prairies et de zones humides, et la réserve Francis Rose, la première consacrée aux cryptogames (mousses, lichens et fougères).

## Culture populaire
Une grande partie du film Comme il vous plaira de Kenneth Branagh en 2006, adapté de la pièce de théâtre homonyme de William Shakespeare, est tourné sur place à Wakehurst .
Le 4 juin 2021, la BBC diffuse un épisode de Gardeners 'World de Wakehurst .